# Рокитнівський дендропарк
Роки́тнівський дендропа́рк — комплексна пам'ятка природи місцевого значення в Україні. Розташована в межах Сарненського району Рівненської області, в південній частині смт Рокитне (садиба контори ДП «Рокитнівський лісгосп»). 
Площа 1,8 га. Статус надано згідно з рішенням Рівненського облвиконкому від 22.11.1983 року, № 343 (зі змінами рішенням Рівненського облвиконкому від 18.06.1991 року, № 98). Перебуває у віданні ДП «Рокитнівський лісгосп». 
Статус надано з метою збереження дендропарку з колекцією цінних видів рослин.  
Тут росте бл. 220 видів рідкісних для Полісся рослин та 150 видів дерев і кущів, серед яких дуб червоний, дуб скельний, дуб пірамідальний, сосна Веймутова, кедр сибірський та інші. Дендропарк закладено в 1961—1965 роках. 